# 上本町 (蒲郡市)
上本町（うえほんまち）は、愛知県蒲郡市の地名。

## 地理
蒲郡市中央部に位置する。南は中央本町・本町、北は蒲郡町・水竹町に接する。

## 歴史

### 地名の由来
本町の北側に位置することから。

### 人口の変遷
国勢調査による人口および世帯数の推移。
| 1995年（平成7年）  | 130世帯 455人 |  |
| 2000年（平成12年） | 120世帯 401人 |  |
| 2005年（平成17年） | 118世帯 365人 |  |
| 2010年（平成22年） | 116世帯 325人 |  |
| 2015年（平成27年） | 112世帯 306人 |  |
| 2020年（令和2年）  | 126世帯 297人 |  |

### 沿革
- 1965年（昭和40年） - 蒲郡市蒲郡町・水竹町の各一部により、同市上本町が成立[2]。

## 交通
- 愛知県道蒲郡本宿線[1]

## 施設
- 農協会館[1]
- 愛知県立蒲郡高等学校[1]
- 法華宗陣門流長存寺[1]
- 乗円寺[1]
- 智積院[1]

- 長存寺

### WEB
1. ↑  “愛知県蒲郡市の町丁・字一覧”.   人口統計ラボ. 2024年1月22日閲覧。
2. 1 2  総務省統計局 (2022年2月10日). “令和2年国勢調査の調査結果(e-Stat) - 男女別人口，外国人人口及び世帯数－町丁・字等” (CSV). 2023年8月2日閲覧。
3. ↑  “愛知県蒲郡市の郵便番号一覧”.   日本郵便. 2024年1月22日閲覧。
4. ↑  “市外局番の一覧” (PDF).   総務省 (2022年3月1日). 2022年3月22日閲覧。
5. ↑  “ナンバープレートについて”.   一般社団法人愛知県自動車会議所. 2024年1月21日閲覧。
6. ↑  総務省統計局 (2014年3月28日). “平成7年国勢調査の調査結果(e-Stat) - 男女別人口及び世帯数 －町丁・字等” (CSV). 2021年7月20日閲覧。
7. ↑  総務省統計局 (2014年5月30日). “平成12年国勢調査の調査結果(e-Stat) - 男女別人口及び世帯数 －町丁・字等” (CSV). 2021年7月20日閲覧。
8. ↑  総務省統計局 (2014年6月27日). “平成17年国勢調査の調査結果(e-Stat) - 男女別人口及び世帯数 －町丁・字等” (CSV). 2021年7月21日閲覧。
9. ↑  総務省統計局 (2012年1月20日). “平成22年国勢調査の調査結果(e-Stat) - 男女別人口及び世帯数 －町丁・字等” (CSV). 2021年7月21日閲覧。
10. ↑  総務省統計局 (2017年1月27日). “平成27年国勢調査の調査結果(e-Stat) - 男女別人口及び世帯数 －町丁・字等” (CSV). 2021年7月21日閲覧。

### 書籍
1. 1 2 3 4 5 6 7 8  「角川日本地名大辞典」編纂委員会 1989, p. 1657.
2. 1 2  「角川日本地名大辞典」編纂委員会 1989, p. 212.